# Tijdritfiets

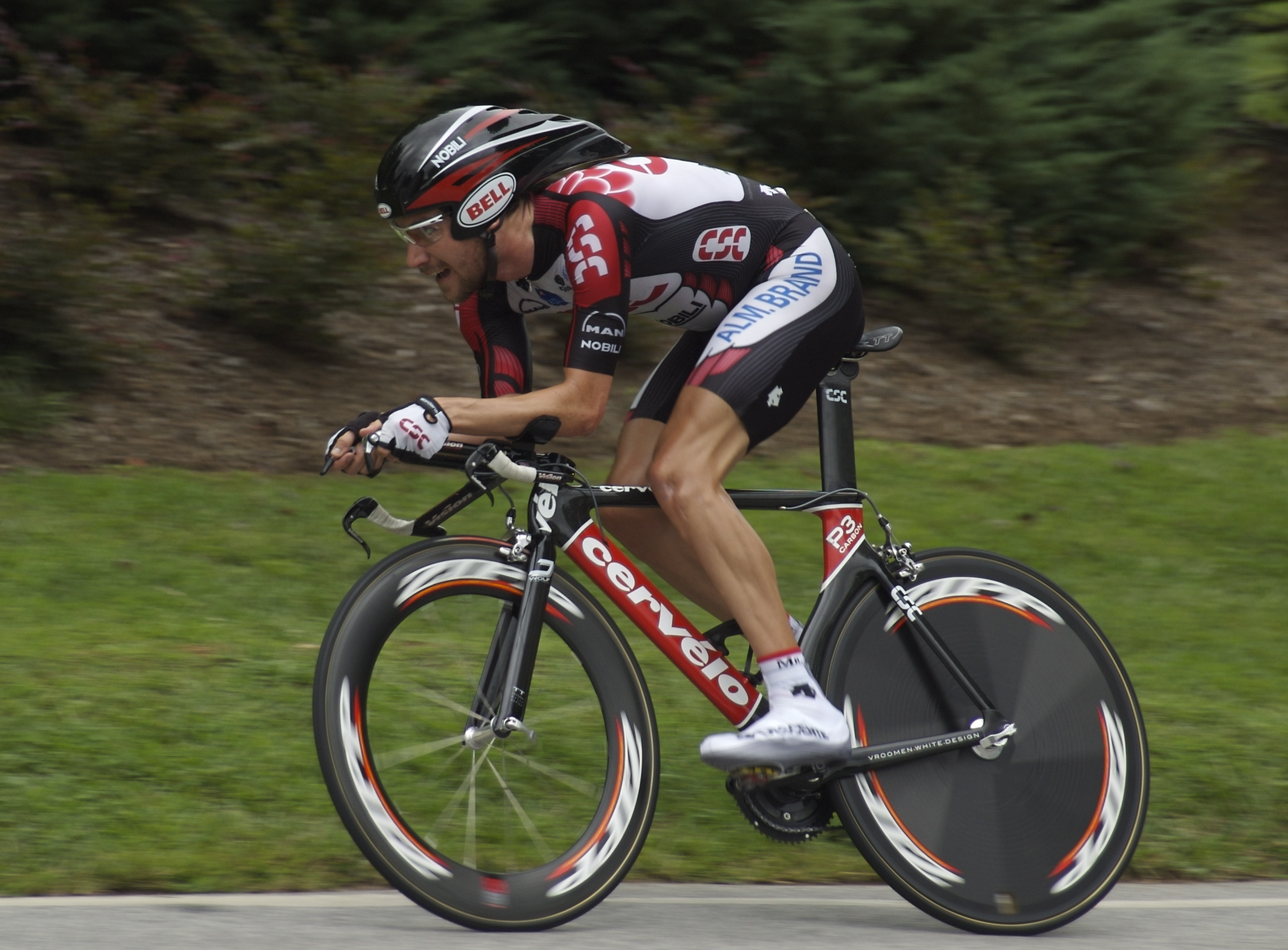
David Zabriskie op een Cervélo tijdritfiets.

De tijdritfiets is een racefiets die speciaal ontworpen en gebouwd is voor het onderdeel tijdrijden. Meestal is de tijdritfiets niet bedoeld om ermee te klimmen op een steile en/of lange berg, en dus niet geschikt voor een klimtijdrit. 
Vaak is de fiets voorzien van een dicht achterwiel, om de luchtweerstand te minderen en zo de aerodynamica te optimaliseren, dit hangt wel af van de windrichting. Op het stuur wordt een opzetstuk geplaatst om een betere aerodynamische houding aan kunnen te nemen en houden. Ook het frame heeft een aangepaste vorm die meestal het resultaat is van vele wetenschappelijke onderzoeken. Testen in windtunnels zijn ook een vaak gebruikt hulpmiddel voor het ontwerpen van dit soort fietsen.